# Kortduimvleermuis
De kortduimvleermuis (Furipterus horrens) is een vleermuis die voorkomt van Costa Rica en Trinidad tot oostelijk Brazilië en Peru ten oosten van de Andes. Deze soort, de enige van het geslacht Furipterus, vormt samen met Amorphochilus schnablii de kleine familie van de furievleermuizen.
De kortduimvleermuis roest in kolonies van tot 60 dieren in grotten, omgevallen bomen of rotsspleten. Soms roest er ook een enkele kortduimvleermuis alleen bij een omgevallen boom. Deze soort vliegt langzaam en fladderend, vlak boven de grond, op zoek naar de insecten (voornamelijk vlinders) die het voedsel van dit dier vormen.
Deze soort heeft een lange, dichte vacht, kleine oren en ogen, een korte bek, een hoog voorhoofd, lange poten en een kleine duim. De vleugels zijn behaard. De bovenkant van het lichaam is grijs tot blauwgrijs of grijsbruin, de onderkant wat lichter grijs. Vrouwtjes zijn een stuk groter dan mannetjes. De kop-romplengte bedraagt 33 tot 43 mm, de staartlengte 20 tot 38 mm, de achtervoetlengte 6 tot 9 mm, de oorlengte 9 tot 12 mm, de voorarmlengte 30 tot 40 mm en het gewicht 3 tot 4 g.